# Catanduva Esporte Clube
O Catanduva Esporte Clube foi um clube brasileiro de futebol da cidade de Catanduva, no estado de São Paulo. Foi fundado em 23 de abril de 1953, e suas cores eram vermelho e branco.

## História
Em 23 de abril de 1953 foi fundado o Catanduva Esporte Clube, que acabou se profissionalizando em 1955 e disputando por 14 anos os campeonatos profissionais do Estado de São Paulo. De 1955 à 1963, a equipe disputou a Terceira Divisão, correspondente à Série B-3 ou Sexta Divisão do futebol paulista, hoje extinta. No ano de 1963, sagrou-se campeão desta divisão e ascendeu à Segunda Divisão no ano de 1964. Disputou a Segunda Divisão até 1968, quando, com problemas diversos, resolveu fechar as portas e foi extinto.

### O Catanduva Esporte Clube (1994)
Em 1994, foi fundado um novo Catanduva Esporte Clube, que, apesar do nome idêntico, não tinha relações diretas com este Catanduva fundado em 1953. O novo clube herdou a vaga do Grêmio Esportivo Catanduvense na Série A2 do Paulistão de 1994. Porém após o rebaixamento em 1995 foi extinto, sendo o time com a história mais curta da cidade de Catanduva.